# Artère dorsale du clitoris
L'artère dorsale du clitoris (ou artère clitoridienne) est une artère systémique paire de l'abdomen située dans le petit bassin. Elle contribue à la vascularisation du clitoris

## Origine
L'artère dorsale du clitoris nait de l'artère pudendale interne au niveau du du bord inférieur de la symphyse pubienne.

## Trajet
L'artère dorsale du clitoris longe la face dorsale du clitoris entre la tunique albuginée du corps caverneux du clitoris et le fascia du clitoris. Elle fait partie du faisceau neurovasculaire dorsal du clitoris avec la veine dorsale et le nerf dorsal du clitoris.
Elle vascularise la peau, le fascia et le gland du clitoris, ainsi que ses tissus érectiles superficiels. Elle complète également la vascularisation de l'artère profonde du clitoris pour le corps caverneux.
Elle s'anastomose avec l'artère périnéale et avec l'artère du bulbe du vestibule.